# Dinozaury 3D. Giganty Patagonii
Dinozaury 3D. Giganty Patagonii – film dokumentalny produkcji kanadyjskiej z 2007 roku. Opowiada o życiu patagońskich dinozaurów.
Fabuła skupia się na losach samicy giganotozaura o imieniu Długozęba. Jej losy przeplatane są komentarzem paleontologa Rodolfa Corii.
Najpierw widzimy podwodny świat – poznajemy ichtiozaura oraz mierzącego 20 metrów liopleurodona.
Poznajemy Długozębą przy jej wylęgu. Ma zaledwie 30 cm długości i jej życie zależy od opieki matki. Jej matka chroni ją przed innym giganotozaurem, oraz przed samcem unenlagii o imieniu Ostropióry. Widzimy też argentynozaury, zmierzające na tereny lęgowe. Jednym z nich jest Silny – mały samiec, który odbywa podróż po raz pierwszy.
Pięć lat później Długozęba ma już 3 metry długości i zaczyna tracić pióra. Podczas polowania na ważkę wchodzi w starcie z Ostropiórym, który zanim zdążył zaatakować ją, potknął się i wpadł do rzeki.
Mija 10 lat. Długozęba wraz z towarzyszami atakuje Silnego, który – teraz mając już 30 metrów długości – odpiera atak. Podczas walki z nim zostaje zraniony jeden z giganotozaurów i zostaje on zjedzony przez pobratymców.
Minęło 30 mln lat. W powietrzu unosi się ogromny pterozaur – kecalkoatl. Do Ziemi zbliża się asteroida. Uderza w naszą planetę z prędkością 30 000 km/h. Doprowadza do wyginięcia dinozaurów.
Na końcu Rudolfo Coria stwierdza, że do końca swojego życia będzie poszukiwał śladów dinozaurów.

## Zwierzęta pojawiające się w filmie
- Giganotozaur (Giganotosaurus)
- Argentynozaur (Argentinosaurus)
- niezidentyfikowany ichtiozaur
- Liopleurodon (Liopleurodon)[2]
- Unenlagia (Unenlagia)
- Tyranozaur (Tyrannosaurus)
- Kecalkoatl (Quetzalcoatlus)
- niezidentyfikowane pterozaury
- niezidentyfikowane ornitopody